# Hl.-Dreieinigkeits-Kirche (Eskişehir)
Die Heilige-Dreieinigkeits-Kirche (armenisch Սուրբ Երրորդություն եկեղեցի, türkisch Surp Yerrortutyun Kilisesi) war eine historische armenisch-apostolische Kirche im Stadtteil Tepebaşı von Eskişehir, die nach dem Völkermord an den Armeniern 1915 in ein Kino und später in ein Kulturzentrum umfunktioniert wurde.
Die im 19. Jahrhundert erbaute Kirche befindet sich im früheren armenischen Viertel Hoşnudiye am Ufer des Flusses Porsuk Çayı. Das Gebäude gehörte einer Stiftung und wurde nach der Deportation der armenischen Zivilbevölkerung vermietet und 1945 in ein Kino umgewandelt und später verkauft. Das Asri-Kino wurde 1948 wegen eines Brandes geschlossen und 1950 neu eröffnet. Ab 1974 wurden hier Sex- und Erotikfilme gezeigt. 2009 begannen die Restaurierungsarbeiten. Nachdem die Kirche für etwa drei Jahre leer stand, wird sie seit September 2010 als Kulturzentrum genutzt, das nach Zübeyde Hanım, der Mutter Mustafa Kemal Atatürks, benannt ist.
Die Hl.-Dreieinigkeits-Kirche fällt durch ihre besondere Kuppel auf. Heute gibt es hierin eine Halle mit 440 Sitzen.